# Барміна Людмила Ігорівна
Людмила Ігорівна Ба́рміна (нар. 16 січня 1962, Київ) українська художниця; член Спілки радянських художників України з 1989 року. Сестра художниць Лариси та Марії Барміних.

## Біографія
Народилася 16 січня 1962 року в місті Києві (нині Україна). 1980 року закінчила Київську художню школу імені Тараса Шевченка; 1987 року — Київський художній інститут, де навчалася у Віктора Зарецького, Валентина Сергєєва, Миколи Попова.
Після здобуття фахової освіти працювала на Київському комбінаті монументально-декоративного мистецтва. Мешкала у Києві в будинку на вулиці Яснополянській, № 10, квартира № 1. З 1991 року мешкає у Канаді.

## Творчість
Працює в галузі станкової графіки. Серед робіт:
- «Щедрування» (1988);
- «Ранок» (1990);
- «Зима» (1990);
- «Літо» (1990);
- «Наречена» (1990);
- «Господарка» (1990);
- «Спекотний день» (1990);
- «Бабусина скриня» (1990);
- «Осінній букет» (1990);
- «Зимовий пейзаж» (1990);
- «Пізня осінь» (1990);
- «Спогади про Вермира» (1998);
- «Відновлення» (1999);
- «Інфанта» (1999);
- «Роздуми» (2000).

Бере участь у всеукраїнських та міжнародних виставках з 1983 року. 1985 року у Ленінграді на Виставці молодих митців СРСР отримала диплом Академії мистецтв СРСР. Персональні виставки відбулися у Торонто у 1991 та 1994 роках.
Картини зберігаються у фондах Міністерства культури та інформаційної політики України, Національної спілки художників України, в галереях та приватних колекціях України, Польщі, Канади і США. 